# Воспоминание (песня)
«Воспоминание» — песня, написанная российской певицей Нюшей. Спродюсированная Нюшей, Владимиром Шурочкиным и Владом Стрекалиным, композиция была выпущена лейблом «Первое музыкальное издательство», как первый сингл исполнительницы из её второго альбома «Объединение». Премьера песни на радио состоялась 5 июня 2012 года. Цифровой релиз состоялся 10 июня.
Записанная в жанре синтипоп, «Воспоминание» является динамичной, танцевальной композицией, с минорной гармонией и элементами европопа и танцевальной музыки в аранжировке. Песня получила положительные отзывы от критиков и Булат Латыпов из журнала «Афиша» назвал её «самой популярной русскоязычной песней года».
Сингл достиг первого места в российском радиочарте, став пятым попаданием певицы на вершину данного хит-парада. Песня также достигла первого места в чарте цифровых треков России, составляемого компанией 2М и Lenta.ru. В итоговом годовом российском чарте «Цифровые треки. Тоp-25 2012» «Воспоминание» заняло третью строчку.
«Воспоминание» получило награду «Золотой граммофон» и премию Муз-ТВ 2013. На премии RU.TV 2013 композиция была номинирована в категории «Лучшая песня».

## Предыстория
28 апреля 2012 года Нюша дала свой первый большой сольный концерт в московском зале «Крокус Сити Холл». Во время шоу было представлено три новые песни исполнительницы, в число которых вошло и «Воспоминание». На сайте «Карты музыки» писали, что песня станет её новым летним синглом и на неё будет снят клип. Нюша исполнила «Воспоминание» пятым номером на концерте и в издании положительно описывали выступление: «во время которого на сцену вынесли стул с алмазами, сильно напоминающий трон поп-принцессы Бритни Спирс. Насколько уж это совпадение можно лишь гадать. Нюша в очередной раз удивила, поскольку столько энергетики выдать в одном номере сложно. И ещё более удивило, что новую песню публика восприняла хорошо, хотя обычно новые треки на концертах воспринимаются очень вяло и явным безразличием».
«Воспоминание» поступило в радиоротацию 5 июня 2012-го через систему портала Tophit. В день релиза был выпущен пресс-релиз, в котором исполнительница рассказала о новом сингле: «Несмотря на то, что эта песня была изначально посвящена конкретному человеку, я убеждена, что каждый человек, появляющийся в нашей жизни — неслучаен, каждый послан нам с какой-то целью. И даже, оставляя людей в прошлом, старайтесь сохранять о них только самые теплые воспоминания, ведь все было не просто так».

## Музыка и текст
«Воспоминание» — это динамичная, танцевальная композиция, записанная в жанре синтипоп. Согласно нотным листам, изданным на Melodyforever.ru, песня записана в среднем темпе в 100 ударов в минуту, в размере такта в 4/4. Основная гармоническая последовательность композиции, записанной в тональности Ля минор, состоит из аккордов: Am — G — Em — F. В песне записаны синтетические электронные ударные и заимствуются элементы европопа, синтипопа и танцевальной музыки. Отмечалось, что аранжировки созданы похожими на те, что присутствовали на дебютном альбоме певицы.

## Реакция критики
| Оценки критиков | Оценки критиков |
| Источник        | Оценка          |
| --------------- | --------------- |
| MuseCube.org    | [ 10 ]          |
| Афиша           | (положительная) |
| Красная звезда  | (2 место)       |

В целом песня получила положительную оценку музыкальных журналистов, критиков и программных директоров радиостанций, достигнув второго места в «Экспертном чарте» портала «Красная звезда». Булат Латыпов из «Афиши» дал песне положительную оценку. Он писал, что «пройти мимо при всём желании не получится — за последние два года артистка вполне заслужила себе вотум доверия. Её струны моментально переплавляются в пули, разящие в цель без промаха и с чудовищной силой». Павел Пшенов из MuseCube.org так же дал положительную оценку композиции и описывал «Воспоминание», как «очень неплохую песню с хорошим рефреном, запоминающимися хуками и интересной идеей о „завихрениях“ человеческой памяти». Однако автор отмечал, что песня не добавляет интереса в новому альбому певицы, так как она записана в духе дебютного диска артистки.
Подводя итоги года в российской поп-музыке для журнала «Афиша», Булат Латыпов писал, что после релиза очень успешных в 2011 году синглов «Больно» и «Выше», певица на достигнутом не успокоилась и «с выпуском сингла „Воспоминание“ расположилась на недосягаемой высоте всевозможных радиочартов. Именно „Воспоминание“ стало самой популярной русскоязычной песней года, поспорить с которой могло разве что „Люби“ Дана Балана». По информации российского подразделения поисковика Google, «Воспоминание» вошло в тройку самых популярных по запросам песен у российских пользователей в 2012 году. По информации российского отделения соцсети Facebook, композиция заняла шестое место в рейтинге самых прослушиваемых песен среди российских пользователей за 2012 год. «Воспоминание» также получило награду «Золотой граммофон». На премии Муз-ТВ 2013 и премии RU.TV 2013 композиция номинирована в категории «Лучшая песня».

## Коммерческий успех
«Воспоминание» дебютировало в сотне лучших синглов общего радиочарта Tophit на 88-й позиции 10 июня 2012 года. Через четыре недели песня вошла в Топ-10 хит-парада. В июле композиция достигла второго места, уступив первенство синглу «Frieds» датской исполнительницы Ауры Дион. В середине августа «Воспоминание» возглавило рейтинг самых ротируемых синглов СНГ и России. В Apelzin.ru писали, что «Нюша уже вторую неделю подряд удерживает лидерство в рейтинге самых проигрываемых песен на российских радиостанциях. Трек „Воспоминание“ возглавил рейтинг ещё на прошлой неделе, но даже спустя семь дней не сдал своих позиций конкурентам». Всего «Воспоминание» возглавляло общий радиочарт 11 недель подряд. В чарте по заявкам от радиослушателей композиция провела на первом месте 19 недель подряд. В итоговом годовом радиочарте СНГ песня заняла 3-е место.
Также сингл возглавил «Российский Топ-100». В российском чарте покупок и стриминга цифровых треков, по версии компании 2М и Lenta.ru, «Воспоминание» поднялось на первое место 31 августа 2012-го. В чарте от 14 сентября композиция опустилась на одну строчку, заняв второе место. В последующий месяц песня снова возглавляла чарты 2М и, в итоге, пробыла на первом месте 6 недель. После открытия российского отделения онлайн-магазина iTunes, песня попала в его рейтинг продаж цифровых треков за первую неделю работы, заняв пятую строчку. В итоговом годовом отчёте компании 2М и Lenta.ru «Воспоминание» заняло третью строчку в чарте «Цифровые треки. Тоp-25 2012», составленном на основе данных покупок треков и стриминга синглов в интернете. В итоговом российском радиочарте за 2012 год, песня заняла 9-ю позицию.
Песня также добилась успеха на Украине, заняв первое место в чартах радиоротаций «Украинский Топ-100» и «Киевский Топ-100» по информации Tophit. В годовом украинском радиочарте «Воспоминание» заняло 9-ю позицию. По информации одного из крупнейших украинских мобильных операторов и интернет-магазина «Киевстар», композиция «Воспоминание» стала второй по количеству скачиваний в каталоге компании за 2012 год.

## Музыкальное видео

### Съёмки

Появление Нюши в комбинезоне из страз сравнивали с образом Бритни Спирс в клипе «Toxic».

23 июня 2012 года появились сообщения, что на песню был снят видеоклип, режиссёром которого выступил Алексей Голубев. Нюша рассказывала, что сюжета у ролика как такового нет, поскольку песня сама по себе песня достаточно информативна и режиссёру не хотелось отвлекать внимание от текста. «Поэтому было решено создать красивую, яркую и динамичную картинку, где я предстану в очень неожиданных не только для моих поклонников, но и для самой себя образах», — объясняла исполнительница. Алексей Голубев говорил, что ролик выполнен в стиле видео-работ таких исполнительниц, как Бейонсе и Бритни Спирс, с которыми часто сравнивают Нюшу. Также была информация о том, что готовится к релизу англоязычная версия песни и клипа на неё, под названием «Don’t Make a Change». «Мы сейчас записываем много англоязычного материала, потому что уже осенью этого года или в начале 2013 года планируем сделать ставку на Европу», — рассказывала исполнительница.

### Релиз и обзоры
В начале сентября видео было представлено на интернет-канале Ello (YouTube). В Apelzin.ru отмечали, что в видео Нюша решилась сменить тёмный цвет волос на светлый, а реакция публики была неоднозначной, так как многие посчитали, что клип получился скучнее и не может сравниться с предыдущими работами певицы, которые были более динамичны. В МИА «Музыка» также отмечали неоднозначную оценку, которую дала видео публика («видео буквально за несколько часов получило десятки противоречивых мнений, от „ужасно и скучно“, до „супер и вау“»), но посчитали, что «с виду новое видео действительно смотрится достаточно просто, однако в данном случае можно сказать, что сделать красиво и просто очень сложно».
На сайте Муз-ТВ клипу дали положительную оценку и писали: «Вот и на этот раз любители её произведений не разочаровались. В видео „Воспоминание“ девушка как всегда очень чувственна и страстна. К тому же, здесь она примерила на себя роль типичной блонды». «Карта музыки» внесла музыкальное видео «Воспоминание» в свой редакционный список «Топ-20 самых „взрывных“ женских клипов-2012», составленный по популярности на телевидении, просмотрам на YouTube и «по тому эффекту, который они произвели». Видео было помещено на 15-ю строчку, с более чем 2,7 миллионами просмотров. По информации российского издания Billboard видео возглавляло чарт видеоротаций на музыкальных каналах России. В итоговом годовом чарте журнала «Топ-50 Видеоротации» за 2012 год «Воспоминание» заняло третью строчку.

## Список композиций
- Цифровой сингл iTunes[38]

1. «Воспоминание» — 3:38

## Участники записи
- Нюша Шурочкина — автор, вокал, бэк-вокал, продюсер
- Владимир Шурочкин — продюсер, саунд-продюсер
- Влад Стрекалин — аранжировка, саунд-продюсер, мастеринг

## Чарты
| Страна/территория (Чарт)           | Высшая позиция |
| ---------------------------------- | -------------- |
| Tophit Российский Топ-100          | 1              |
| Tophit Московский Топ-100          | 4              |
| Tophit Санкт-Петербургский Топ-100 | 1              |
| 2М Топ 10. Цифровые треки          | 1              |
| Billboard Hot 50 Airplay           | 6              |
| Tophit Общий Топ-100               | 1              |
| Tophit Топ-100 по заявкам          | 1              |
| Tophit Украинский Топ-100          | 1              |
| Tophit Киевский Топ-100            | 1              |

| Страна/территория (Чарт, 2012) | Высшая Позиция |
| ------------------------------ | -------------- |
| 2М Топ 25. Цифровые треки      | 3              |
| Tophit Российский Топ-200      | 9              |
| Billboard Hot 50 Airplay       | 3              |
| Tophit Общий Топ-200           | 3              |
| Tophit Топ-200 по заявкам      | 2              |
| Tophit Украинский Топ-200      | 9              |

## Награды и номинации
| Год  | Награда           | Номинированная работа | Категория    | Результат |
| ---- | ----------------- | --------------------- | ------------ | --------- |
| 2012 | Золотой граммофон | «Воспоминание»        | Песня        | Победа    |
| 2013 | Премия Муз-ТВ     | «Воспоминание»        | Лучшая песня | Победа    |
| 2013 | Премия RU.TV      | «Воспоминание»        | Лучшая песня | Номинация |

## История релиза
| Регион | Дата         | Формат               | Лейбл                           |
| ------ | ------------ | -------------------- | ------------------------------- |
| СНГ    | 5 июня 2012  | Радиоротация         | Первое музыкальное издательство |
| Россия | 10 июня 2012 | Цифровая дистрибуция | Первое музыкальное издательство |